# Нирлу, Карам
Карам Али Нирлу (перс. کرم نیرلو‎; 19 марта 1943, Тегеран — 30 ноября 1982) — иранский футболист, полузащитник. Участник летних Олимпийских игр 1964 года.

## Биография
Карам Нирлу родился 19 марта 1943 года в иранском городе Тегеран.
Играл в футбол на позиции полузащитника. В 1964—1965 годах выступал в чемпионате Ирана за «Тадж» из Тегерана.
В 1964 году вошёл в состав сборной Ирана по футболу на летних Олимпийских играх в Токио, поделившей 13-16-е места. 13 октября дебютировал в составе национальной команды в матче против Мексики (1:1), забив на 6-й минуте гол с пенальти, который стал первым мячом, забитым сборной Ирана на крупных международных турнирах. Также участвовал 15 октября в поединке с Румынией (0:1).
Впоследствии за сборную Ирана не играл.
Умер 30 ноября 1982 года от рака.